# Xisco Nadal
Francisco Sebastián Nadal Martorell,[carece de fontes?] mais conhecido como Xisco Nadal (Palma de Maiorca, 27 de junho de 1986), é um ex-futebolista espanhol que atuava como atacante.

## Carreira

### Clubes
Xisco Nadal fez sua estreia pelo Villarreal contra o Osasuna, em 2 de fevereiro de 2003. Em 15 de junho do mesmo ano, em partida que acabou em empate por 2 a 2, jogando como visitante contra o Espanyol, o atleta tornou-se o jogador mais novo a marcar um gol na Primeira Divisão Espanhola, com apenas 16 anos, 11 meses e 18 dias.
No entanto, Xisco Nadal não conseguiu dar sequencia no Villarreal, sendo emprestado para três clubes, Numancia, Real Murcia e Hércules.
Em janeiro de 2008, o jogador assinou contrato com o Granada 74. Após descenso com o clube na temporada 2007-08 para a Terceira Divisão Espanhola, Xisco Nadal acertou, ainda no mesmo ano, sua ida para o Levante, equipe que defende desde então.

### Seleções de base
O atleta disputou 13 jogos e anatou 4 gols pela Seleção Espanhola Sub-17. Ele participou do Campeonato Mundial Sub-17 de 2003, onde marcou 2 gols na competição e sua seleção ficou com o vice-campeonato, perdendo a final para o Brasil.
Xisco Nadal também defendeu a Seleção Espanhola Sub-19, disputando apenas 1 partida e não marcando nenhum gol.